# Horizon (浅岡雄也のアルバム)
『Horizon』（ホライズン）は、浅岡雄也の6枚目のオリジナル・アルバム。

## 収録曲
1. Cosmopolitan
作詞 / 作曲：浅岡雄也　編曲：久米康隆
2. Planet 〜生命の惑星で〜
作詞：浅岡雄也　作曲：阿部靖広　編曲：阿部靖広
3. Pure
作詞：浅岡雄也　作曲：阿部靖広　編曲：田辺トシノ
4. Beautiful World 〜在る樹木の囁き〜
作詞：浅岡雄也　作曲：阿部靖広　編曲：阿部靖広
5. Revolution
作詞：浅岡雄也　作曲：阿部靖広　編曲：阿部靖広
6. Over shine
作詞：浅岡雄也　作曲：阿部靖広　編曲：久米康隆
7. PARADISE (Album mix)
作詞：浅岡雄也　作曲：ユ・ヘジュン、浅岡雄也　編曲：福田康文
  - 7thシングルB面曲。本作ではシングル収録のものとは異なるアルバムバージョンで収録されている。
8. Quality of Life
作詞：浅岡雄也　作曲：ジョーイ・カーボーン、スティーブン・リー　編曲：久米康隆
9. Happiness? Unhappiness?
作詞：浅岡雄也　作曲：阿部靖広　編曲：久米康隆
10. Together
作詞：浅岡雄也　作曲：ジョーイ・カーボーン、スティーブン・リー　編曲：福田康文
11. 僕達のHarmony (Album mix)
作詞：浅岡雄也　作曲：ユ・ヘジュン　編曲：田辺トシノ
  - 7thシングル。本作ではシングル収録のものとは異なるアルバムバージョンで収録されている。
12. Horizon
作詞：浅岡雄也　作曲：阿部靖広　編曲：久米康隆